# نیکلایفسک
شهر نیکلایفسک (به روسی: Николаевск) در کشور روسیه و در اوبلاست ولگوگراد واقع شده‌است.